# Рансбах-Баумбах
Рансбах-Баумбах (нем. Ransbach-Baumbach) — город в Германии, в земле Рейнланд-Пфальц. 
Входит в состав района Вестервальд. Подчиняется управлению Рансбах-Баумбах.  Население составляет 7414 человек (на 31 декабря 2010 года). Занимает площадь 12,14 км². Официальный код  —  07 1 43 062.
Город подразделяется на 2 городских района.